# Jacopo Passavanti
Jacopo Passavanti (Florence, vers 1302 – 1357) est un architecte et un écrivain italien.

## Biographie
Jacopo Passavanti naquit à Florence vers 1302. Sa mère était fille de Jean Tornaquinci, un des chefs du parti guelfe, qui périt après des prodiges de valeur à la bataille de Montaperti. Passavanti, étant entré de bonne heure en religion, fit des études sérieuses, et fut envoyé à Paris pour les compléter. À son retour, il occupa successivement des chaires de théologie dans les couvents de son ordre, à Pise, à Sienne, à Rome. Il fut ensuite supérieur de ceux de Pistoie, de San Miniato et de Santa Maria Novella à Florence, où il fit exécuter des peintures aujourd’hui fort précieuses pour l’histoire de l'art. Après avoir exercé quelque temps en Lombardie les fonctions de définiteur du chapitre provincial, et celles de vicaire général, il revint à Florence et fut nommé grand vicaire du diocèse. Ayant prêché dans cette ville avec beaucoup de succès le carême de 1354, on l’engagea vivement à en faire un résumé. Comme la pénitence avait été le sujet de ses sermons, il donna à son livre le titre de Miroir de la vraie pénitence, et l’écrivit d’abord en italien, puis en latin. Le père Passavanti mourut à Florence le 15 juin 1357, et fut enseveli dans l’église Santa Maria Novella, où on lui éleva un tombeau de marbre. Son Specchio della vera penitenza est un des monuments les plus curieux de la langue italienne et passe encore aujourd’hui pour classique. La pureté, la grâce, l’élégance du style en sont d’autant plus remarquables qu’il a précédé de dix ans le Décaméron de Boccace, regardé comme le père de la prose italienne. Mais, en dehors du style, le Specchio est une œuvre assez médiocre : c’est une simple compilation faite à l’aide des Pères de l'Église, de Césaire de Heisterbach, et surtout de la de Somme théologique de St-Thomas d'Aquin. Si l’on retranchait tout ce qui a été pris mot pour mot à ces différentes sources, il ne resterait que bien peu de choses. Voilà pourquoi, malgré son importance philologique, ou peut-être à cause de cela même, le Specchio n’a pas eu l’honneur d’une seule traduction, car en le faisant passer par une langue étrangère on lui eût ôté son principal mérite, celui du style. Antoine Claude Pasquin, en traduisant dans ses Curiosités et anecdotes italiennes, Paris, 1842, in-4°, les principaux passages de Passavanti, a bien prouvé ce que nous venons d’avancer. Le Specchio della vera penitenza fut imprimé pour la première fois à Florence, en 1495, in-4°. La seconde édition fut publiée en 1580, in-8°, par les soins de Francesco Cattani da Diacceto, évêque de Fiesole, qui la dédia au cardinal Vincenzo Giustiniani. Leonardo Salviati en donna une édition à Florence, 1585, in-12 ; une autre parut à Venise, en 1586, in-8°. L’Accademia della Crusca, si zélée pour la pureté de la langue italienne, regardant cet ouvrage comme classique, en publia une nouvelle édition, dédiée à Cosme III de Médicis, grand-duc de Toscane, Florence, 1681, in-12. Il a encore été réimprimé avec beaucoup de soin à Florence, 1725, in-4°. L’édition de Salviati et celle de la Crusca contiennent une Homélie d’Origène, traduite en italien dans le meilleur style. On attribue cette version à Passavanti. Enfin on a de lui : Additiones ad commentaria F. Thomæ de Wallois in libros S. Augustini de Civitate Dei, Londres, 1720, in-fol. (voy. les Scriptores ordin. Praedicat. des PP. Quétif et Échard, t. Ier, p. 645). Le Specchio della vera penitenza fait partie de la collection des classiques italiens, in-8°, imprimée à Milan au commencement du XIXe siècle ; il embrasse deux volumes et est précédé d’une notice sur Passavanti.

## Œuvres

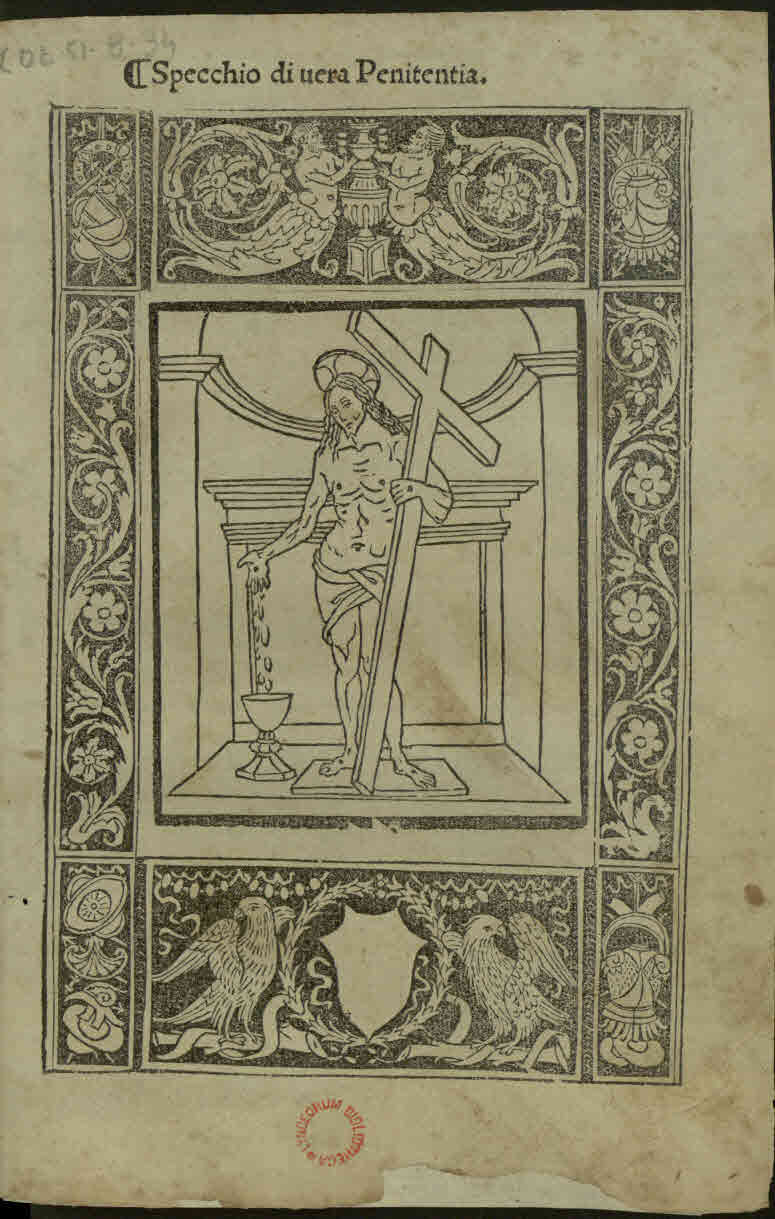
Specchio di vera penitentia, 1495

Lo specchio della vera penitenza, 1808 (Milano, Fondazione Mansutti).

- Specchio di vera penitencia, Firenze, 1495 lire en ligne sur Gallica
- Specchio di vera penitencia, édition de Filippo Luigi Polidori (it), Firenze, Felice Le Monnier, 1863 [lire en ligne]

### Traduction française
- Le Miroir de la vraie pénitence et autres traités de spiritualité, présenté et traduit par Denise Alexandre, Classiques Garnier, 2013  (ISBN 978-2812409851)

## Source de la traduction
- (it) Cet article est partiellement ou en totalité issu de l’article de Wikipédia en italien intitulé « Jacopo Passavanti » (voir la liste des auteurs).